# 梁肇煌
梁肇煌（1827年—1886年），广东广州府南海县黄埔村人（今属广州市海珠区），广州十三行天宝行行主梁经国之孙。清朝政治人物、进士出身。

## 生平
咸丰三年（1853）考取进士，授翰林院庶吉士。咸丰十二年，因母病乞求归乡，担任越华书院讲席。光绪五年，担任顺天府乡试监临官，后补江宁布政使。光绪八年，张之洞奏请护理两江总督。光绪十二年，辞职归乡。